# Breny
Breny è un comune francese di 286 abitanti situato nel dipartimento dell'Aisne della regione dell'Alta Francia.

## Società

### Evoluzione demografica
Abitanti censiti

## Storia

### Preistoria

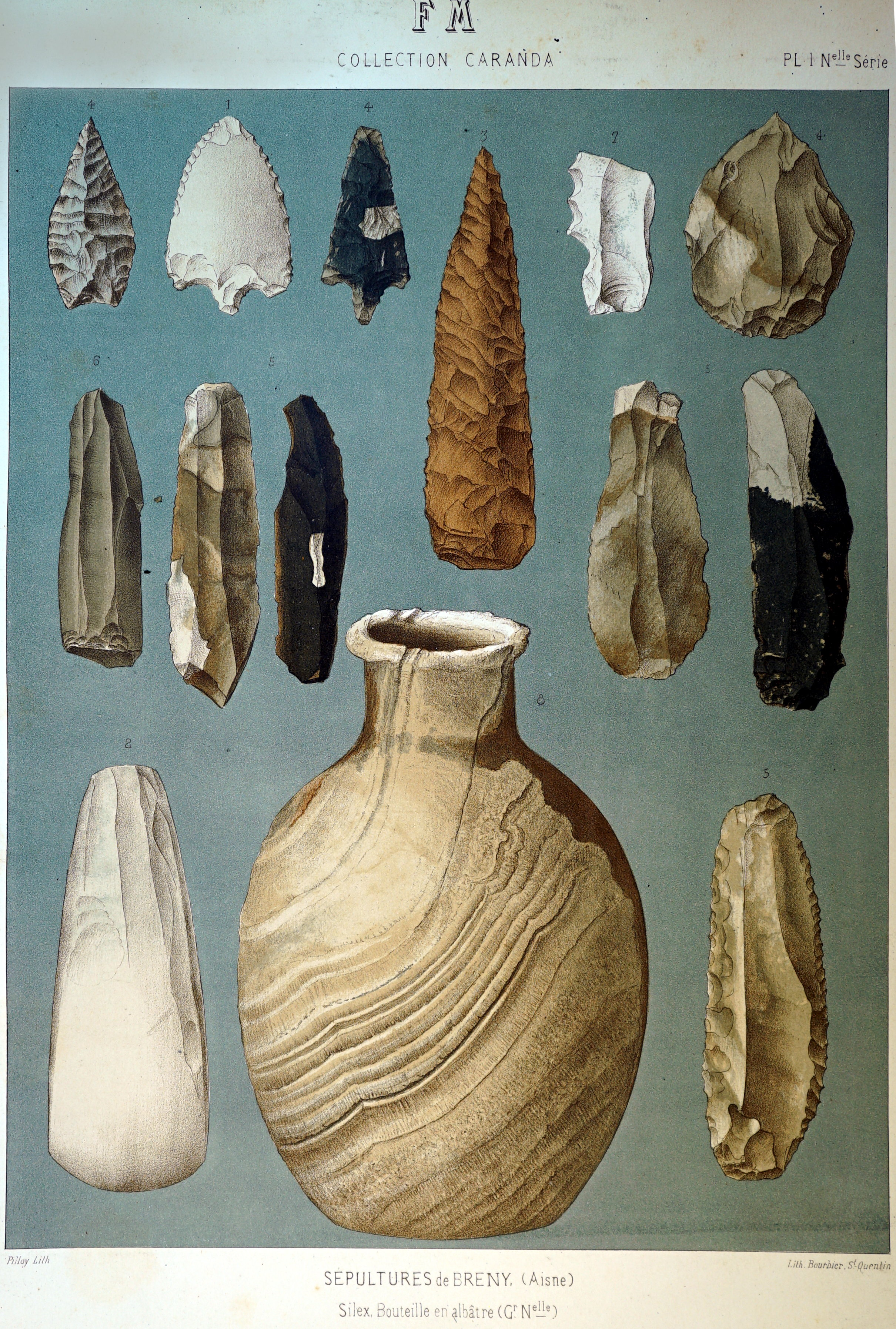
Oggetti in pietra rinvenuti a Breny.

La presenza dell'uomo è attestata a Breny dal Neolitico (Ve-IIIe millenni a. C.) grazie all'esistenza d'una sepoltura collettiva di questo periodo. Questa fu scoperta fortuitamente tra il 1936 e il 1939 in occasione della costruzione di un ponte: al fine di estrarre dei materiali di riporto, i lavoratori sventrarono una falesia e misero in luce, in un'antica grotta, una caverna sepolcrale che conteneva da sessanta a settanta corpi «disposti su due linee, accatastati gli uni sugli altri, i piedi contro pareti più lunghe». Certi crani presentavano tracce di trapanazione successive al decesso. All'epoca di questa scoperta, la preservazione delle vestigia del Neolitico non pareva, senza dubbio che un dato trascurabile e i lavori di costruzione del ponte ripresero senza ritardi: la caverna fu completamente distrutta e la maggior parte degli scheletri se ne andò a colmare il terrapieno dell'opera d'arte. Secondo lo storico Bernard Ancien, che le ha potute osservare, una trentina di crani fu tuttavia risparmiata e portata al cimitero di Breny, ma la disposizione dell'inumazione non è stata annotata e nessuno oggi al villaggio se ne ricorda più.
L'occupazione del luogo di Breny è verosimilmente anteriore al Neolitico. Tutte queste regioni del Tardenois hanno in effetto dato il proprio nome a una cultura del Mesolitico (XIe-Ve millenni a. C.), il Tardenosiano, celebre per la sua industria di microlito. Così, il sito della Sablonnière a Coincy-l'Abbaye, che ha rivelato delle micro-selci d'una grande qualità d'esecuzione - al punto che si parla d'uno « stile di Coincy » - non è distante da Breny che soli otto chilometri. Si può d'altra parte ragionevolmente considerare che il corso allora acquitrinoso dell'Ourcq, con la presenza di selvaggina acquatica, abbia potuto attirare cacciatori e arcieri del Mesolitico. Se queste supposizioni sono fondate, precisiamo tuttavia che nessuna delle tracce materiali di questa presenza è stata portata alla luce fino ad ora.

### L'epoca gallo-romana
Presenza d'una necropoli gallo-romana e merovingia nel comune.

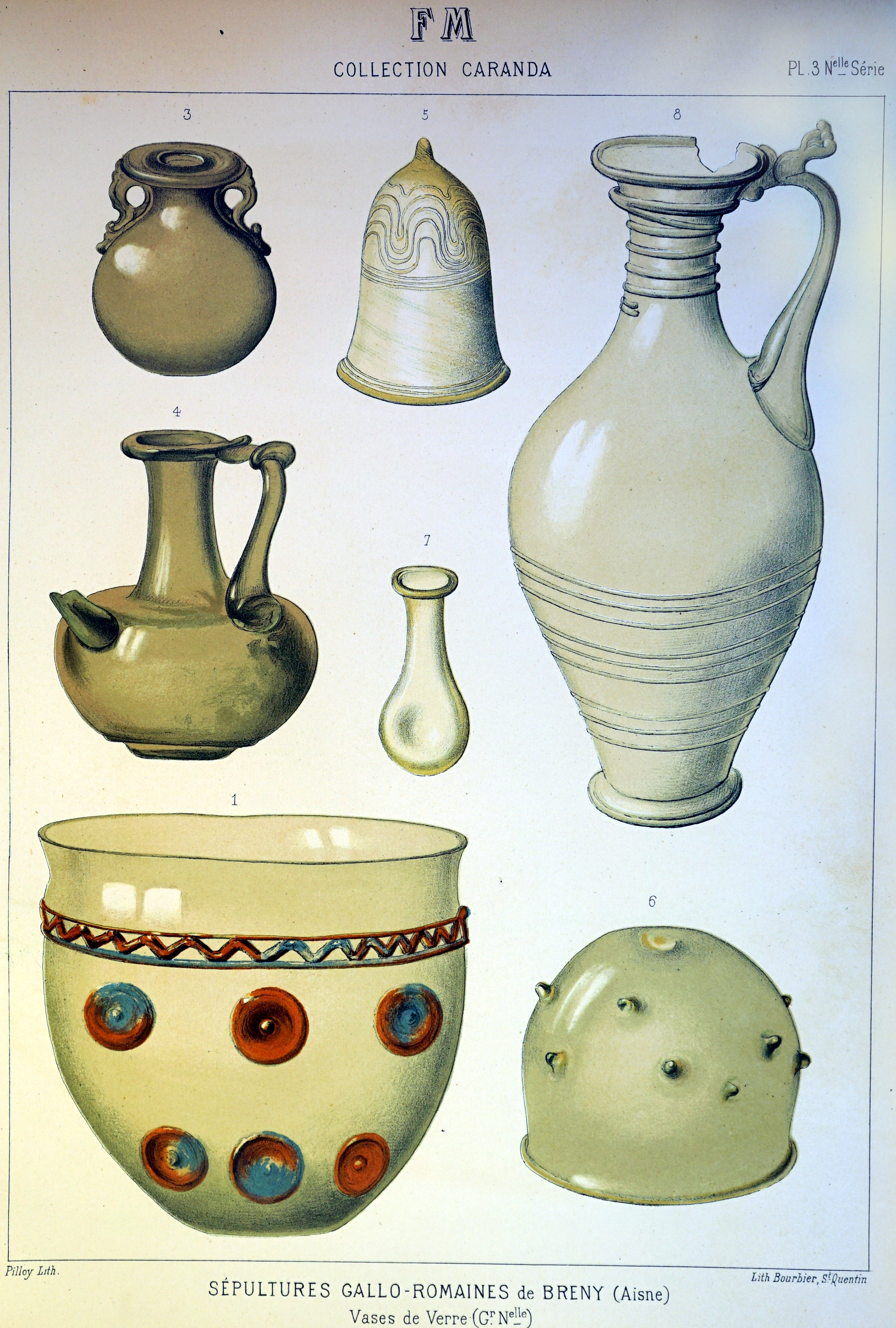
Gallo-romano,
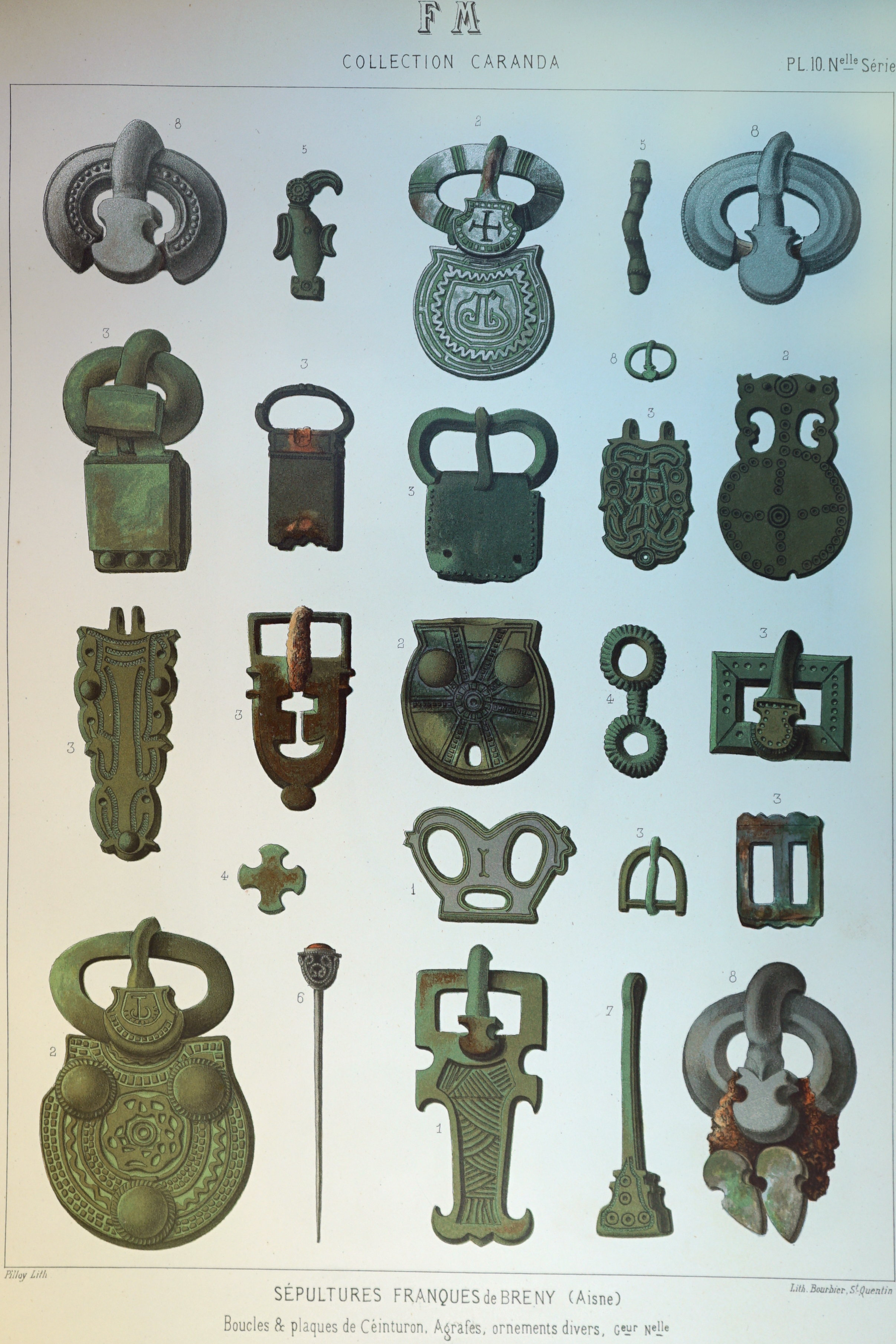
su un disegno
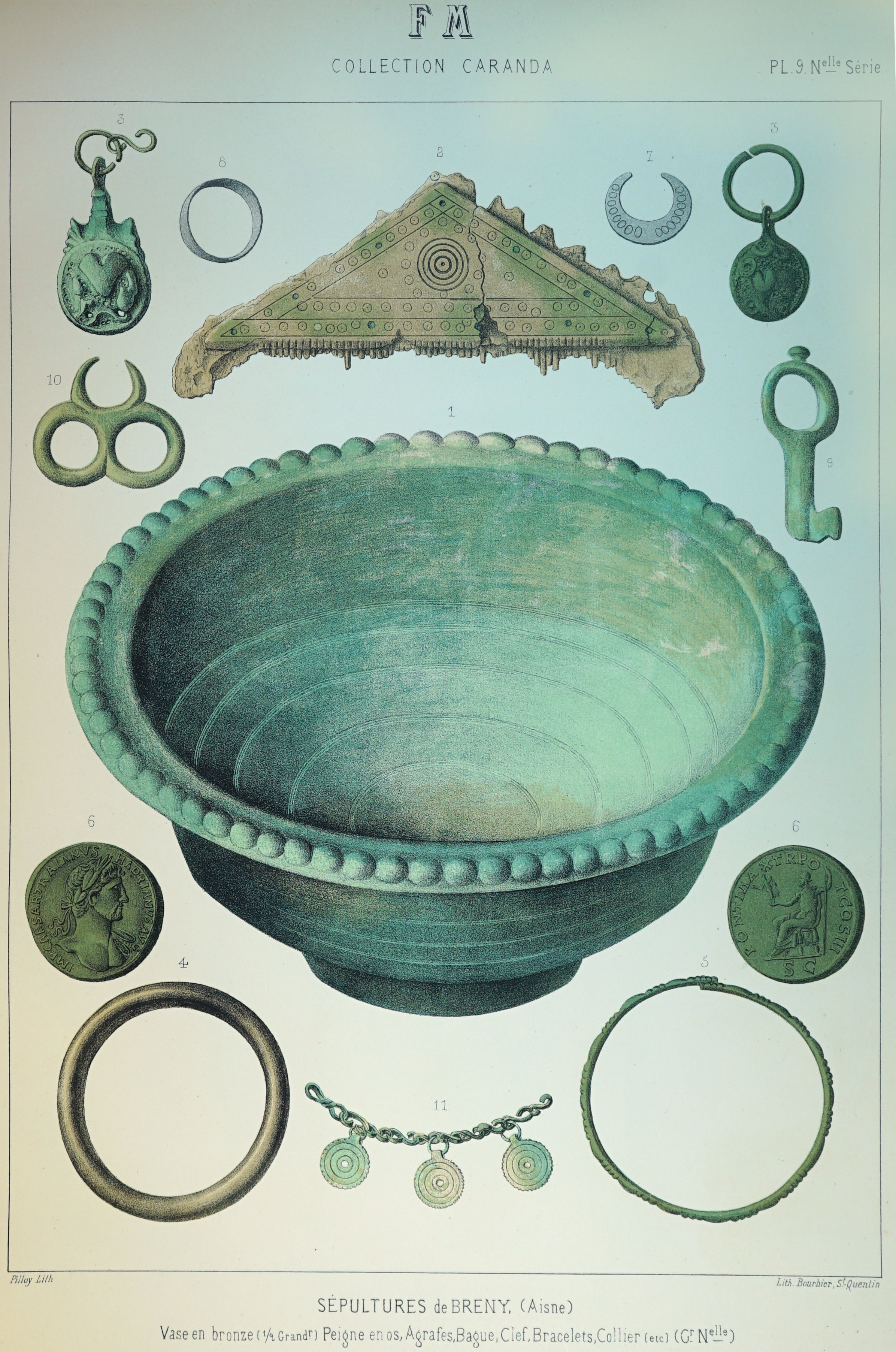
di Pilloy.

### Il Medioevo
Nella ricerca della localizzazione della villa Brennacum, antico palazzo reale merovingio ove sono vissuti i re Clotario I e i suoi figli Sigeberto I e Chilperico I, gli storici l'hanno situato à Braine, a Bargny, a Brétigny, poi, nel 1875, a Berny-Rivière secondo Auguste Longnon. La scoperta d'un cimitero di 2200 tombe a Berny, nella località detta «Le  Martois» utilizzata tra il Basso Impero e l'VIII secolo. Certe tombe avevano un mobilio di qualità facente supporre che vi erano stati inumati personaggi importanti, altre un mobilio mostrante una provenienza lontana. Queste differenze scoperte, se non permettono di affermare senza dubbio che Breny era il luogo della villa Brennacum, esse forniscono elementi che possono farlo supporre.